# Typha turcomanica
Typha turcomanica (лат.) — вид однодольных растений рода Рогоз (Typha) семейства Рогозовые (Typhaceae). Под текущим таксономическим названием вид описан российской учёной-ботаником Евгенией Победимовой в 1949 году.

## Распространение, описание
Эндемик Туркменистана. Произрастает близ берегов озёр, рек и ручьёв.
Гелофит. Многолетнее светолюбивое водное растение. Листья простые, мечевидной формы, с острой верхушкой и гладким краем. Соцветие — колос либо початок. Цветки бурого или чёрного цвета. Плод — орешек, с придатком в виде волоска или хохолка.